# Andrej Umek
Andrej Umek, slovenski gradbenik, univerzitetni profesor in politik, * 4. avgust 1938.
1964 je diplomiral na ljubljanski FAGG, 1973 doktoriral na Tehnološki inštitutu Illinoisa v Čikagu v ZDA. Predaval je na Tehniški oz. kasneje gradbeni fakulteti v Mariboru (od 1983 kot redni profesor), kjer je mdr. vodil podiplomski študij. Preučeval je mehaniko trdnih teles, varnost in zanesljivost konstrukcij.
Od 1993 do 1997 je bil minister za znanost in tehnologijo Republike Slovenije v 3. slovenski vladi in leta 2000 minister za okolje in prostor Republike Slovenije v 5. slovenski vladi.

## Knjige
- Mehanika deformabilnih teles, 1998
- Dimamika in stabilnost konstrukcij, 2003
- Mehanika linijski elementov konstrukcij, 2008